# 江田島バス
江田島バス株式会社（えたじまバス）は、広島県江田島市を営業エリアとする、路線バス・貸切バス事業者。

## 概要
江田島市を中心とする第三セクター（江田島市が全株の97%を所有）で、旧能美バス（江田島市沖美町・能美町及び大柿町の一部地区）及び、呉市営バス江能線（同市江田島町・大柿町）の路線を引き継いで、2008年4月1日に発足した。
長らく会社の公式ホームページが開設されておらず、江田島市役所のホームページで各種情報が公開されていたが、2019年9月26日に開設された。江田島市役所のホームページでも、引き続き各種情報が公開されている。

## 沿革
- 1952年（昭和27年）1月1日 - 呉市営バス江能線として直営化（それまでは経営委託）。
- 1953年（昭和28年）
  - 5月20日 - 柿浦〜大君間新設。
  - 10月16日 - 大原〜深江間新設。
  - 11月6日 - 沖村〜是長間新設。
- 1955年（昭和30年）
  - 4月7日 - 世上口〜津久茂間新設。
  - 4月15日 - 小用〜津久茂、矢の浦〜津久茂間を運行開始。
- 1956年（昭和31年）10月1日 - 是長〜林山間新設。
- 1959年（昭和34年）10月18日 - 小用〜秋月間新設。
- 1960年（昭和35年）11月1日 - 小用〜切串間新設。
- 1962年（昭和37年）3月21日 - 大君〜大柿高校前、三吉〜林山間新設（これにより、能美島を一周する路線が開通）。
- 1988年（昭和63年）4月8日 - 大柿高校前以西路線（佐伯郡大柿町・能美町・沖美町域）を廃止し、同区間を能美バス（代替バス）が運行開始。
- （時期不明） - 中町桟橋〜江南橋間新設（その後外海まで路線延長）。
- （時期不明） - ゆめタウン江田島に中継ターミナル開業。
- 2008年（平成20年）4月1日 - 呉市営バス江能線撤退に伴い、能美バスが引き継ぎ江田島バスに社名変更し運行開始。同時に、切串西沖桟橋〜大須公園前、秋月〜秋月桟橋（秋月トンネル経由も）を新設（スクールバスの路線化）。旧呉市営バス江能線でのバスカード利用終了。
- 2009年（平成21年）4月1日 - 深江〜須野本間新設。
- 2010年（平成22年） - 大須公園前〜大須差須浜間新設。
- 2012年（平成24年）4月1日 - 一部区間（小用〜大須差須浜・小用〜秋月｛つづら経由｝）の休止。
- 2019年（令和元年）12月9日 - 本社を大柿町飛渡瀬に移転[2]。
- 2020年（令和2年）1月31日 - 交通系ICカードPASPY導入[3]、交通系ICカード全国相互利用サービスの片利用にも対応[4]。これにより、回数券の発売を終了。

## 運行路線系統
2020年7月現在
- 大柿高校前－中町桟橋－高田桟橋
- 中継ターミナルゆめタウン前－中町桟橋－高田桟橋
- 中町桟橋－高田桟橋－三高桟橋
- 中町桟橋－是長－三高桟橋
- 秋月桟橋－（秋月トンネル経由）－小用
- 秋月桟橋－中継ターミナルゆめタウン前－中町桟橋
- 津久茂－小用

### 始終着点
いずれも江田島市内
- 江田島町 - 小用・第一術科学校前・秋月桟橋・津久茂
- 大柿町 　- 須野本・深江・大柿高校前・中継ターミナルゆめタウン前
- 能美町 　- 中町桟橋・高田桟橋
- 沖美町 　- 三高桟橋

## 車両
- 能美バス時代から使用していたバス

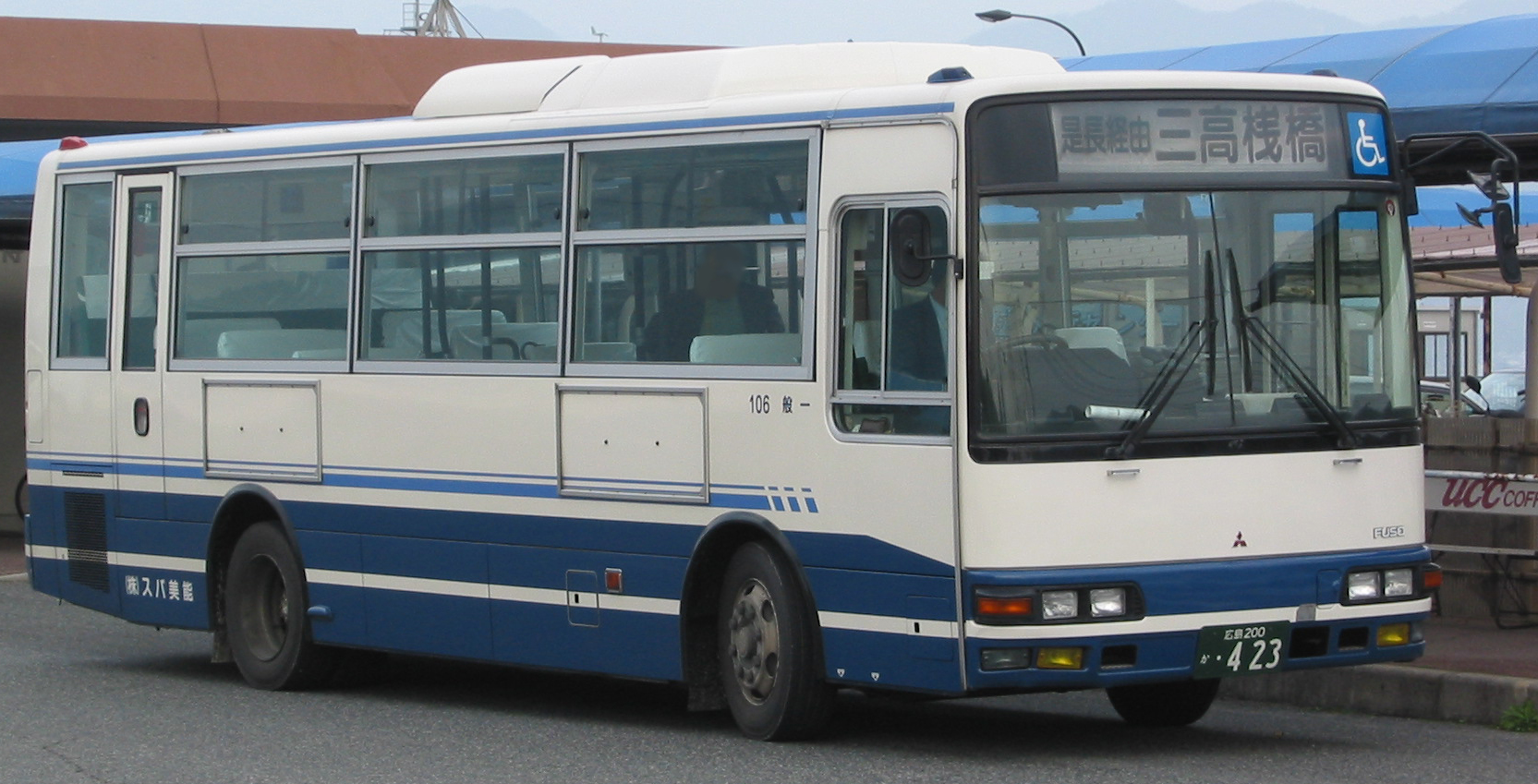
エアロミディ（能美バス当時、2007年）

  - 中型バス（三菱製・ふそうエアロミディ）4台
  - 小型バス（主としてスクールバス等にて活用）

- 発足に併せて新車7台・移籍車2台を購入
  - 新車
    - 中型バス（日野製・レインボーII）3台＜うち1台：ゆめタウンのラッピングバス＞
    - 小型バス（日野製・ポンチョ）4台＜うち1台：ゆめタウンのラッピングバス＞

  - 移籍車
    - 大型バス（呉市営バスより3台）（日野1台・三菱ふそう2台、うち西工1台）
    - 小型バス（第一タクシーより1台）（日野製・リエッセ）

## 備考
- 本社は、長らく「江田島市能美町中町4553-1」に置かれていたが、2019年12月に江田島市大柿町の中継ターミナルゆめタウン前バス停の向かい側にある、飛渡瀬保育園跡地へ移転した[2]。当初は、2019年11月中の移転を予定していた[6]。
- 初乗り運賃は140円である（一部区間除く）[7]。
- 呉市営バス江能線当時はバスカードが使えたが、江田島バスでは使用できなくなった。なお、2020年1月31日に全路線へ交通系ICカードPASPY（発行会社は広島電鉄）が導入され[3]、交通系ICカード全国相互利用サービスの片利用にも対応した[4]。